# Robert Kosters
Robert Kosters is een Nederlandse onderzoeksjournalist en televisiemaker.
Kosters studeerde van 2004 tot 2010 politieke wetenschappen aan de Universiteit van Amsterdam. In zijn studententijd schreef hij voor het studentenblad Rostra Economica. 

## Journalist
Na zijn studie werkte hij enkele jaren voor Quote en schreef voor de Quote 500. In 2010 werkte hij als onderzoeker en televisiemaker voor het programma Tegenlicht van de  VPRO. Zo werkte hij mee aan de afleveringen Doorbraak van Duurzaam, Gulle gevers en We zijn het zat. 
Van 2012 tot 2016 werkte hij voor de onafhankelijke nieuwswebsite Follow the Money. In 2014 kreeg hij voor zijn artikel in Vrij Nederland Hoe Jan Bennink miljoenen opstreek met troebele koffiedeal de journalistenprijs De Tegel in de categorie 'Achtergrond'. Ook werkte hij voor de VARA. 

## Filmmaker
Als filmmaker won hij in 2018 de journalistieke vakprijs De Tegel in de categorie 'Achtergrond'. Hij kreeg dit voor de documentaire De achtste dag; een financiële crisis, zeven zenuwslopende dagen. Deze documentaire over de gevolgen van de bankencrisis van 2008 maakte hij met regisseur Yan Tin Yuen. 

## Prijzen
- De Tegel 2018
- De Tegel 2014